# Kopparduva
Kopparduva (Patagioenas subvinacea) är en fågel i familjen duvor inom ordningen duvfåglar.

## Utseende och läte
Kopparduvan är en medelstor (27–33 cm), brun- och skäraktig duva. Huvudet är skärgrått, undersidan skäraktig, med en liten vit fläck på strupen och från nedre delen av buken och ner mer brunaktig. Ovansidan är grönbrun, vingarna mörkare än ryggen. Övergumpen är brun, övre stjärttäckarna mörkare och stjärten mörkbrun. Näbben är svart. Liknande blyduvan är större och har mer grått än rött i fjäderdräkten. Lätet är ett ljust "wuck, ca, coo-woo", med sista stavelserna distinkta och snabbare.

## Utbredning och systematik
Kopparduva delas in i sex underarter med följande utbredning:
- subvinacea/berlepschi-gruppen
  - Patagioenas subvinacea subvinacea – subtropiska Costa Rica och Panama
  - Patagioenas subvinacea berlepschi – Stillahavssluttningen från sydöstra Panama till sydvästra Ecuador
- purpureotincta-gruppen
  - Patagioenas subvinacea ruberrima – nordvästra Colombia (Sinúdalen)
  - Patagioenas subvinacea zuliae – nordöstra Colombia och västra Venezuela
  - Patagioenas subvinacea peninsularis – nordöstra Venezuela (Pariahalvön)
  - Patagioenas subvinacea ogilviegranti – sydöstra COlombia söderut till östra Bolivia
  - Patagioenas subvinacea purpureotincta – ej väldefinierad, men inkluderar södra Venezuela, möjligen östra Colombia, Guyanaregionen och Brasilien norr om Amazonfloden
  - Patagioenas subvinacea recondita – centrala amazonska delen av Brasilien söder om Amazonfloden

Ofta urskiljs även underarten anolaimae med utbredning i centrala Colombia.

### Släktestillhörighet
Tidigare inkluderades arterna Patagioenas i Columba, men genetiska studier visar att de amerikanska arterna utgör en egen klad, där Gamla världens arter står närmare släktet Streptopelia.

## Status och hot
Arten har ett stort utbredningsområde, men tros minska i antal, dock inte tillräckligt kraftigt för att den ska betraktas som hotad. Internationella naturvårdsunionen IUCN listar arten som livskraftig (LC). Beståndet uppskattas till i storleksordningen fem till 50 miljoner vuxna individer.

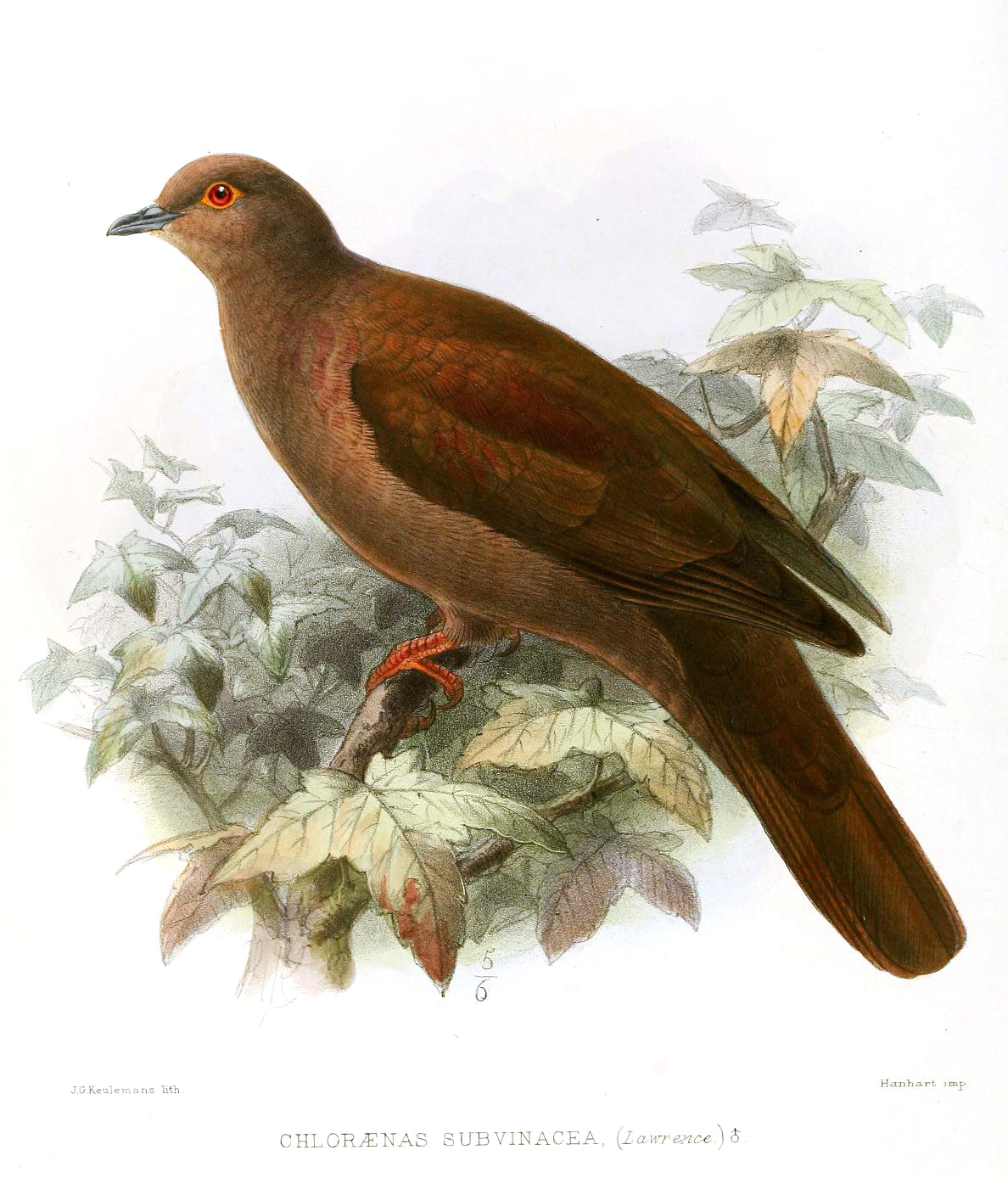